# Saint-Remy-en-Bouzemont-Saint-Genest-et-Isson
Saint-Remy-en-Bouzemont-Saint-Genest-et-Isson är en kommun i departementet Marne i regionen Grand Est (tidigare regionen Champagne-Ardenne) i nordöstra Frankrike. Kommunen ligger i kantonen Saint-Remy-en-Bouzemont-Saint-Genest-et-Isson som tillhör arrondissementet Vitry-le-François. År 2022 hade Saint-Remy-en-Bouzemont-Saint-Genest-et-Isson 474 invånare.
Saint-Remy-en-Bouzemont-Saint-Genest-et-Isson är en av tre kommuner i Frankrike med det längsta namnet, 38 bokstäver. De övriga två är Saint-Germain-de-Tallevende-la-Lande-Vaumont och Beaujeu-Saint-Vallier-Pierrejux-et-Quitteur. Det kortaste kommunnamnet är Y.

## Befolkningsutveckling
Antalet invånare i kommunen Saint-Remy-en-Bouzemont-Saint-Genest-et-Isson
| Referens: INSEE |